# 18 ноября
18 ноября — 322-й день года (323-й в високосные годы) по григорианскому календарю.
До конца года остаётся 43 дня.
До 15 октября 1582 года — 18 ноября по юлианскому календарю, с 15 октября 1582 года — 18 ноября по григорианскому календарю.
В XX и XXI веках соответствует 5 ноября по юлианскому календарю.

## Праздники и памятные дни

### Национальные
- Латвия — День независимости
- Марокко — День независимости[2]
- Узбекистан — День национального флага
- Хорватия — Память о Вуковарских событиях
- Украина — День сержанта Вооружённых сил Украины

### Религиозные
Православие
— Память мучеников Галактиона и Епистимии (III век);
— память святителя Ионы, архиепископа Новгородского (1470 год);
— память святителя Тихона, патриарха Московского и всея Руси (избрание на Патриарший престол 1917 год);
— память священномученика Гавриила Масленникова, пресвитера (1937 год);
— память апостолов от 70-ти Патрова, Ерма, Лина, Гаия, Филолога (I век);
— память святителя Григория, архиепископа Александрийского (IX век);
— память Отцов Поместного собора Русской церкви 1917—1918 гг.

## События

### До XIX века
- 1477 — Уильям Кекстон издал первую отпечатанную в Англии книгу, имеющую дату.
- 1626 — папа Урбан VIII освятил собор Святого Петра в Риме.
- 1723 — пущен в действие металлургический завод-крепость на реке Исети, названный в честь императрицы и с её согласия Екатеринбургом.
- 1738 — подписан Венский мирный договор
- 1775 — Екатерина II принимает «Учреждение для управления губерний Всероссийской империи», положившее начало Губернской реформе.
- 1796 — сформирован лейб-гвардии Гусарский его величества полк.

### XIX век
- 1812 — сражение под Красным. Разгром русскими войсками французского арьергарда маршала Нея.
- 1842 — издан указ о построении первого постоянного моста через Неву — Благовещенского (в 1918—2007 годах — мост лейтенанта Шмидта).
- 1865 — первый рассказ Марка Твена «Знаменитая прыгающая лягушка» напечатан в «Saturday Press».
- 1868 — по инициативе Д. И. Менделеева основывается Русское химическое общество.
- 1870 — первая официальная линия голубиной почты связывает Тур и Париж.
- 1873 — в Петербурге открывается памятник И. Ф. Крузенштерну (скульптор И. Н. Шредер) на набережной Васильевского острова (ныне набережная Лейтенанта Шмидта).

### XX век
- 1901 — второй договор Хея — Паунсфота между США и Великобританией, по которому США получают право на строительство канала на Панамском перешейке.
- 1905
  - Датский принц Карл избирается королём Норвегии Хоконом VII.
  - Подписан японо-корейский договор о протекторате, в соответствии с которым Корея теряет право на проведение собственной внешней политики.
- 1914 — бой у мыса Сарыч в Чёрном море.
- 1916 — завершилось одно из самых кровопролитных сражений Первой Мировой войны — битва на Сомме.
- 1917 — в Москве решением Всероссийского Священного Собора митрополит Тихон избирается патриархом Московским и всея Руси.
- 1918
  - Латвия объявила о своей независимости.
  - государственный переворот в Омске: казачьи части Омского гарнизона арестовали членов Временного Всероссийского правительства (Директории), Совет министров Директории передал власть адмиралу А. В. Колчаку с титулом Верховного Правителя Российского государства.
  - Эвакуация германских войск из Франции.
  - Бельгийские войска входят в Брюссель и Антверпен.
- 1920 — совместным постановлением Наркомздрава РСФСР и Наркомюста РСФСР «Об искусственном прерывании беременности» впервые в мире были легализованы аборты.
- 1928 — в Нью-Йорке проходит премьера первого звукового мультфильма «Пароходик Вилли» с любимым всеми героем Микки Маусом. До этого Микки Маус появлялся в двух немых мультфильмах.
- 1936 — Германия и Италия заявляют о признании правительства Франко в Испании.
- 1941 — в Северной Африке англичане осуществляют операцию «Крестоносец» в Египте, которая завершается освобождением города Тобрук в Ливии (7 декабря) и переходом в наступление (заканчивается в 1942 г.).
- 1945
  - В иранской провинции Азербайджан восстание, организованное коммунистами. Посланные на его подавление правительственные силы остановлены советскими войсками в районе города Казвин.
  - В Португалии партия «Национальный союз» премьер-министра Салазара выигрывает парламентские выборы, бойкотируемые оппозицией.
  - На парламентских выборах в Болгарии победил «Отечественный фронт», в котором доминировали коммунисты.
- 1954 — в Египте генерал Насер становится главой государства.
- 1961 — осуществляется запуск американской автоматической станции «Рейнджер-2» с целью испытания аппарата на высокой околоземной орбите.
- 1962 — в ноябрьском номере журнала «Новый мир» опубликована повесть Александр Солженицына «Один день Ивана Денисовича».
- 1978 — в Гайане совершили массовое самоубийство 909 членов секты «Храм народов».
- 1981 — президент США Рейган предлагает прекратить размещение крылатых ракет и «Першингов» в Европе в случае, если СССР демонтирует свои ракеты средней дальности, нацеленные на страны Западной Европы.
- 1982 — перестановки в органах. Освобождён от обязанностей министра внутренних дел Николай Щёлоков (министр с 1966). На его место назначен бывший до этого председателем КГБ Виталий Федорчук. Новым председателем КГБ стал Виктор Чебриков.
- 1983
  - Совет Безопасности ООН принимает резолюцию 541, в которой провозглашение законодательным советом турецкой части Кипра независимости Турецкого федеративного государства Кипр 14 ноября объявляется незаконным.
  - Безуспешная попытка захвата самолёта в Грузинской ССР, несколько человек погибло и было ранено.
- 1987
  - В США опубликован доклад объединённого комитета сената и палаты представителей конгресса по расследованию обстоятельств скандала «Иран-контрас», в котором президент Рейган обвинён в нарушении законов. Восемь республиканцев, входящих в комитет, отказываются подписать предоставленный документ.
  - Пожар на станции Кингс-Кросс лондонского метрополитена приводит к гибели 30 человек.
- 1989 — начало бархатной революции в Чехословакии.
- 1991 — начало массовой резни в Вуковаре.
- 1992 — в Пакистане Беназир Бхутто пострадала в результате атаки с использованием слезоточивого газа, которую предприняла полиция против участников марша на Исламабад, требовавших провести новые парламентские выборы.

### XXI век
- 2003 — Верховный суд Массачусетса посчитал неправомерным лишение права на брак представителей сексменьшинств. Массачусетс стал первым штатом в Америке, признавшим брак между гомосексуалами.
- 2007 — авария на шахте имени Засядько в Донецке унесла жизни более 100 горняков.
- 2012 — папой александрийским стал Феодор II.
- 2013 — запущена американская межпланетная станция Mars Atmosphere and Volatile Evolution.
- 2014 — авария на соликамском руднике привела к образованию провала глубиной более 100 метров.

## Родились

### До XIX века
- 1586 — Михаил Скопин-Шуйский (ум. 1610), русский государственный и военный деятель Смутного времени.
- 1647 — Пьер Бейль (ум. 1706), французский мыслитель и богослов.
- 1720 — Ираклий II (ум. 1798), грузинский царь, заключивший с Россией Георгиевский трактат.
- 1785 — сэр Дейвид Уилки (ум. 1841), шотландский живописец.
- 1786
  - Карл Мария фон Вебер (ум. 1826), композитор, дирижёр, музыкальный критик, основоположник немецкой романтической оперы.
  - Екатерина Семёнова (ум. 1849), русская трагическая актриса.
- 1787 — Луи Дагер (ум. 1851), французский художник и изобретатель, один из создателей фотографии.

### XIX век
- 1828 — Джон Даун (ум. 1896), английский генетик, открывший синдром Дауна.
- 1832 — Нильс Адольф Эрик Норденшёльд (ум. 1901), шведский геолог, исследователь Арктики, в 1878—1879 гг. на пароходе «Вега» первым прошедший через Северо-Восточный проход из Атлантики в Тихий океан.
- 1847 — Элишка Красногорская (ум. 1926), чешская писательница, переводчица, поэтесса, драматург и автор либретто.
- 1852 — Миколаш Алеш (ум. 1913), чешский художник и иллюстратор.
- 1856 — Николай Николаевич Младший (ум. 1929), великий князь, генерал-адъютант, генерал от кавалерии, внук российского императора Николая I.
- 1860 — Игнаций Ян Падеревский (ум. 1941), польский пианист, композитор и политик, первый премьер-министр Польши.
- 1877 — Артур Сесил Пигу (ум. 1959), английский экономист.
- 1882 — Жак Маритен (ум. 1973), французский философ, теолог, представитель неотомизма.
- 1889 — Станислав Косиор (расстрелян в 1939), советский государственный и партийный деятель.
- 1892 — Галактион Табидзе (ум. 1959), грузинский советский поэт.
- 1897 — Патрик Мейнард Стюарт Блэкетт (ум. 1974), английский физик, лауреат Нобелевской премии (1948).
- 1898 — Йорис Ивенс (ум. 1989), голландский кинорежиссёр-документалист.
- 1899 — Михаил Водопьянов (ум. 1980), советский лётчик, участник спасения экипажа «Челюскина», один из первых Героев Советского Союза.
- 1899 — Юджин Орманди (ум. 1985), американский дирижёр, венгр по происхождению.
- 1900 — Иосиф Прут (ум. 1996), советский драматург, сценарист.

### XX век
- 1901 — Джордж Гэллап (ум. 1984), американский статистик, разработчик методики проведения опросов общественного мнения.
- 1906
  - Саит Фаик Абасыянык (ум. 1954), турецкий писатель.
  - Алек Иссигонис (ум. 1988), английский конструктор и дизайнер автомобилей.
  - Клаус Манн (ум. 1949), немецкий писатель, старший сын Томаса Манна.
- 1908
  - Христофор Багдасарьян (ум. 2000), советский и российский физикохимик, академик АН СССР и РАН.
  - Николай Мельников (ум. 2000), советский и российский химик-органик, член-корреспондент РАН.
- 1920 — Константин Бесков (ум. 2006), советский футболист и футбольный тренер.
- 1922
  - Виктор Афанасьев (ум. 1994), советский философ и партийный деятель, главный редактор газеты «Правда».
  - Луис Сомоса Дебайле (ум. 1967), президент Никарагуа (1957—1963).
- 1923 — Алан Шепард (ум. 1998), американский астронавт, пятый человек, ступивший на Луну.
- 1927
  - Хэнк Баллард (наст. имя Джон Генри Кендрикс; ум. 2003), американский певец, музыкант, автор песен, пионер рок-н-ролла.
  - Эльдар Рязанов (ум. 2015), кинорежиссёр, актёр, сценарист, драматург, народный артист СССР.
- 1928
  - Отар Гордели (ум. 1994), грузинский советский композитор.
  - Сергей Курдюмов (ум. 2004), советский и российский учёный в области матмоделирования, физики плазмы и синергетики, член-корреспондент РАН.
- 1933
  - Владимир Агапов, советский футболист и футбольный тренер.
  - Василис Василикос (ум. 2023), греческий писатель, переводчик.
- 1936 — Дон Черри (ум. 1995), американский джазовый трубач.
- 1938 — Владимир Леви, советский и российский психолог, писатель.
- 1941 — Дэвид Хеммингс (ум. 2003), английский киноактёр, режиссёр и продюсер.
- 1944 — Вольфганг Йооп, немецкий модельер.
- 1946 — Аманда Лир (при рожд. Аманда Тапп), французская поп-певица, актриса и модель.
- 1948
  - Тынис Мяги, советский и эстонский эстрадный певец, композитор и актёр.
  - Герман Раребелл, немецкий барабанщик, автор песен, участник рок-группы Scorpions.
- 1950
  - Михаил Муромов, советский и российский певец, музыкант, композитор.
  - Грэм Паркер, британский рок-музыкант, автор песен, лидер группы The Rumour.
  - Валерий Филатов, советский футболист, тренер.
- 1951 — Давид Кипиани (погиб в 2001), футболист, игрок тбилисского «Динамо» и сборной СССР.
- 1954 — Владимир Логинов (ум. 2016), российский государственный и хозяйственный деятель, губернатор Корякского автономного округа (2000—2005).
- 1958 
  - Геннадий Ветров, советский и российский артист эстрады, актёр, юморист, писатель-сатирик и музыкант.
  - Роберт Дилль-Бунди (ум. 2024), швейцарский трековый велогонщик, олимпийский чемпион (1980).
- 1960
  - Андрей Житинкин, режиссёр театра и кино, писатель, киноактёр, народный артист России.
  - Иван Клементьев, советский и латвийский гребец на каноэ, тренер, латвийский политик, олимпийский чемпион (1988), многократный чемпион мира.
  - Ким Уайлд, британская поп-певица, автор песен, диджей, телеведущая.
  - Цзян Ихуа, китайский политик, премьер-министр КНР (2013—2014).
- 1961 — Стивен Моффат, британский телевизионный сценарист и продюсер.
- 1962 — Кирк Хэмметт, американский гитарист, автор песен, участник группы Metallica.
- 1963 — Петер Шмейхель, датский футболист, вратарь.
- 1968 — Оуэн Уилсон, американский актёр, сценарист и кинопродюсер.
- 1969 — Олег Яковлев (ум. 2017), российский певец, солист группы «Иванушки International».
- 1970 — Пита Уилсон, австралийская актриса кино и телевидения, модель.
- 1973 — Дарко Ковачевич, сербский футболист.
- 1974
  - Хлоя Севиньи, американская актриса, модель и модельер, обладательница премии «Золотой глобус».
  - Петтер Сольберг, норвежский автогонщик, чемпион мира по ралли (2003).
- 1976 — Мэтт Уэлш, австралийский пловец, призёр Олимпийских игр, многократный чемпион мира.
- 1978 — Альдо Монтано-мл., итальянский фехтовальщик на саблях, олимпийский чемпион (2004).
- 1980
  - Эмануэль Сандю, канадский фигурист, танцор, певец.
  - Иван Черезов, российский биатлонист, трёхкратный чемпион мира.
- 1981 — Эмилия Спивак, российская актриса театра и кино.
- 1985 — Эллисон Феликс, американская бегунья-спринтер, 7-кратная олимпийская чемпионка, 13-кратная чемпионка мира.
- 1986 — Джеймс Томпсон, южноафриканский спортсмен, олимпийский чемпион в академической гребле.
- 1988
- Лариса Ильченко, российская пловчиха, олимпийская чемпионка (2008), 8-кратная чемпионка мира.
- Мари-Жозе Та Лу, ивуарийская бегунья-спринтер, призёр чемпионатов мира.
- 1991 - Томми Кэш, эстонский рэп-исполнитель.

## Скончались

### До XIX века
- 1189 — Вильгельм II Добрый (р. 1153), последний норманнский правитель Сицилийского королевства (1166—1189).
- 1689 — Якоб ван дер Ульфт (р. 1627), нидерландский живописец и архитектор периода золотого века Голландии.

### XIX век
- 1827 — Вильгельм Гауф (р. 1802), немецкий писатель-сказочник.
- 1856 — светлейший князь Михаил Воронцов (р. 1782), русский государственный и военный деятель, генерал-фельдмаршал.
- 1884 — Владимир Жемчужников (р. 1830), русский поэт, один из создателей образа Козьмы Пруткова.
- 1886 — Честер Алан Артур (р. 1829), 21-й президент США (1881—1885).
- 1887 — Густав Теодор Фехнер (р. 1801), немецкий физик, философ, основатель психофизики.

### XX век
- 1913 — Всеволод Миллер (р. 1848), российский филолог, фольклорист, этнограф и археолог.
- 1922 — Марсель Пруст (р. 1871), французский писатель.
- 1928 — Мориц Стиллер (р. 1883), шведский актёр, сценарист и режиссёр немого кино.
- 1941
  - Вальтер Герман Нернст (р. 1864), немецкий учёный, основатель физической химии, лауреат Нобелевской премии (1920).
  - погиб Иван Панфилов (р. 1893), советский военный деятель, генерал-майор, участник битвы за Москву, Герой Советского Союза (посмертно).
- 1945 — Витаутас Бичюнас (р. 1893), литовский критик, драматург, режиссёр, прозаик, художник.
- 1952 — Поль Элюар (р. 1895), французский поэт.
- 1955 — Янис Голдманис (р. 1875), российский и латвийский политический деятель.
- 1961
  - Эдуард Тиссэ (р. 1897), советский кинооператор, основоположник русской операторской школы.
  - Серая Шапшал (р. 1873), российский, польский и советский филолог, востоковед, профессор, караимский гахам.
- 1962 — Нильс Бор (р. 1885), датский физик-теоретик, лауреат Нобелевской премии (1922), общественный деятель.
- 1964 — Шон О’Кейси (р. 1880), ирландский драматург.
- 1971 — Сергей Орлов (р. 1911), скульптор, народный художник РСФСР.
- 1976
  - Алексей Бибик (р. 1878), русский советский писатель и драматург, революционер.
  - Ман Рэй (р. 1890), французский и американский художник-авангардист.
- 1978
  - Джорджо де Кирико (р. 1888), итальянский художник и теоретик искусства.
  - Мария Кравчуновская (р. 1898), актриса театра и кино, заслуженная артистка РСФСР.
- 1981 — Алексей Окладников (р. 1908), советский археолог, историк, этнограф, академик АН СССР.
- 1983
  - Владимир Монахов (р. 1922), советский кинооператор и режиссёр, лауреат Ленинской премии.
  - Айвен Олбрайт (р. 1897), американский живописец.
- 1987 — Жак Анкетиль (р. 1934), французский велосипедист, пятикратный победитель «Тур де Франс».
- 1991 — Густав Гусак (р. 1913), глава Чехословакии в 1969—1989 гг.
- 1994 — 
  - Никита Карацупа (р. 1910), легендарный советский пограничник, Герой Советского Союза.
  - Кэб Кэллоуэй (р. 1907), американский джазовый певец (тенор).
- 1996 — Зиновий Гердт (р. 1916), актёр театра и кино, народный артист СССР.
- 1997 — Михаил Шварцман (р. 1926), живописец, график и дизайнер, один из лидеров московского «неофициального искусства».
- 1999
  - Пол Боулз (р. 1910), американский писатель и композитор.
  - Иван Фролов (р. 1929), советский и российский философ, академик, создатель и директор Института человека РАН.

### XXI век
- 2000
  - Эмин Сабитоглу (наст. имя Эмин Сабит оглы Махмудов; р. 1937), советский и азербайджанский композитор.
  - Илья Старинов (р. 1900), советский военный деятель, партизан-диверсант.
- 2002 
  - Болот Бейшеналиев (р. 1937), советский актёр театра и кино, народный артист Киргизии.
  - Джеймс Коберн (р. 1928), американский актёр кино и телевидения.
- 2005 — Армен Абагян (р. 1933), советский и российский учёный в области атомной энергетики, член-корреспондент РАН.
- 2011 
  - Артём Карапетян (р. 1926), советский и российский актёр театра и кино, сценарист, «король дубляжа».
  - Юрий Карякин (р. 1930), советский и российский литературовед, писатель, публицист, общественный деятель.
- 2016
  - Дентон Кули (р. 1920), американский кардиохирург, первым в мире пересадивший человеку искусственное сердце.
  - Евгений Лазарев (р. 1937), советский, российский и американский актёр театра и кино, театральный режиссёр, педагог.
- 2017 — Малькольм Янг (р. 1953), рок-музыкант, основатель и ритм-гитарист австралийской рок-группы AC/DC.
- 2020 — Любовь Румянцева (р. 1943), советская и белорусская актриса театра и кино, театральный педагог. Заслуженная артистка Белорусской ССР (1978).

## Приметы
- Галактион. День Млечности. Девицы молились о женихах и умоляли Всевышнего послать им настоящего мужа[9][10].